# Estação Hospital São Paulo
A Estação Hospital São Paulo é uma das estações do Metrô de São Paulo, localizada no bairro de Vila Clementino, distrito de Vila Mariana. Operada pela ViaMobilidade, pertence à Linha 5–Lilás que atualmente chegou à estação Chácara Klabin da Linha 2–Verde em 28 de setembro de 2018. Inicialmente iria se chamar Vila Clementino.
A estação facilita o acesso às dependências da Escola Paulista de Medicina - Universidade Federal de São Paulo (Unifesp), como o Hospital São Paulo, ao Hospital do Rim e Hipertensão, as fundações Dorina Nowill, Associação de Pais e Amigos dos Excepcionais (APAE), Amparo Maternal e Grupo de Apoio ao Adolescente e à Criança com Câncer (Graacc), ao Instituto do Sono e ao Teatro Municipal João Caetano. A estação foi inaugurada no dia 28 de setembro de 2018.
A Estação Hospital São Paulo fica localizada na confluência entre a Rua Pedro de Toledo com a Rua dos Otonis, no bairro da Vila Clementino, no distrito da Vila Mariana, na Zona Centro-Sul de São Paulo.

## Características
A estação é subterrânea, executada em vala a céu aberto (VCA) com estrutura em concreto aparente e cobertura do acesso principal através de cúpula de aço e vidro, para iluminação natural. Conta com dois acessos, ambos com escadas rolantes nos dois sentidos e elevadores para pessoas com deficiência e mobilidade reduzida. Possui mezanino com bilheterias e distribuição de passageiros, além de duas plataformas laterais.
| Sigla | Estação            | Inauguração            | Capacidade     | Integração               | Plataformas | Posição     | Notas      |
| ----- | ------------------ | ---------------------- | -------------- | ------------------------ | ----------- | ----------- | ---------- |
| HSP   | Hospital São Paulo | 28 de setembro de 2018 | Não confirmada | Bilhete Único da SPTrans | Laterais    | Subterrânea | Finalizada |

## Funcionamento da Linha
| Linha   | Terminais                      | Estações | Principais destinos | Duração das viagens (min) | Intervalo mínimo entre trens (s) | Funcionamento                                                        |
| ------- | ------------------------------ | -------- | --- | ------------------------- | -------------------------------- | -------------------------------------------------------------------- |
| 5 Lilás | Capão Redondo ↔ Chácara Klabin | 17       | Vila Mariana, Vila Clementino, Ibirapuera, Moema, Indianópolis, Campo Belo, Brooklin, Santo Amaro, Jardim São Luís, Campo Limpo, Capão Redondo | 33                        | 75 (projetado) 165 (atual)       | De domingo à sexta-feira, das 4h40 às 0h. Aos sábados das 4h40 às 1h |